# クロトン・カリフォルニクス
クロトン・カリフォルニクス（Croton californicus）は、ハズ属植物の一種。英語ではカリフォルニア・クロトン（California croton）と呼ばれる。アメリカ合衆国カリフォルニア州、ネバダ州、ユタ州、アリゾナ州、メキシコバハ・カリフォルニア州原産の植物であり、砂漠や海岸線に沿って生育している。
多年生の低灌木で、高さは1メートルを越えない。葉は数センチメートルの長い卵型をしており、明るい毛で覆われている。
雌雄異体であり、植物の固体は雄花あるいは雌花のどちらかを付ける。花の幅はわずか数ミリメートルと小さい。雄花は繊維状の黄色いおしべで満たされており、雌花は丸く、とても小さく鋭い萼に囲まれた未熟な果実がある。